# Primulina laxiflora
Primulina laxiflora là một loài thực vật có hoa trong họ Tai voi (Gesneriaceae). Loài này có trong tỉnh Quảng Tây (Trung Quốc); được W.T. Wang mô tả khoa học đầu tiên năm 1984 dưới danh pháp Chirita laxiflora. Năm 2011, Yin Z.Wang chuyển nó sang chi Primulina.